# Melanargia ines
Melanargia ines är en fjärilsart som beskrevs av Johann Centurius Hoffmannsegg 1804. Melanargia ines ingår i släktet Melanargia och familjen praktfjärilar. Inga underarter finns listade i Catalogue of Life.

## Bildgalleri

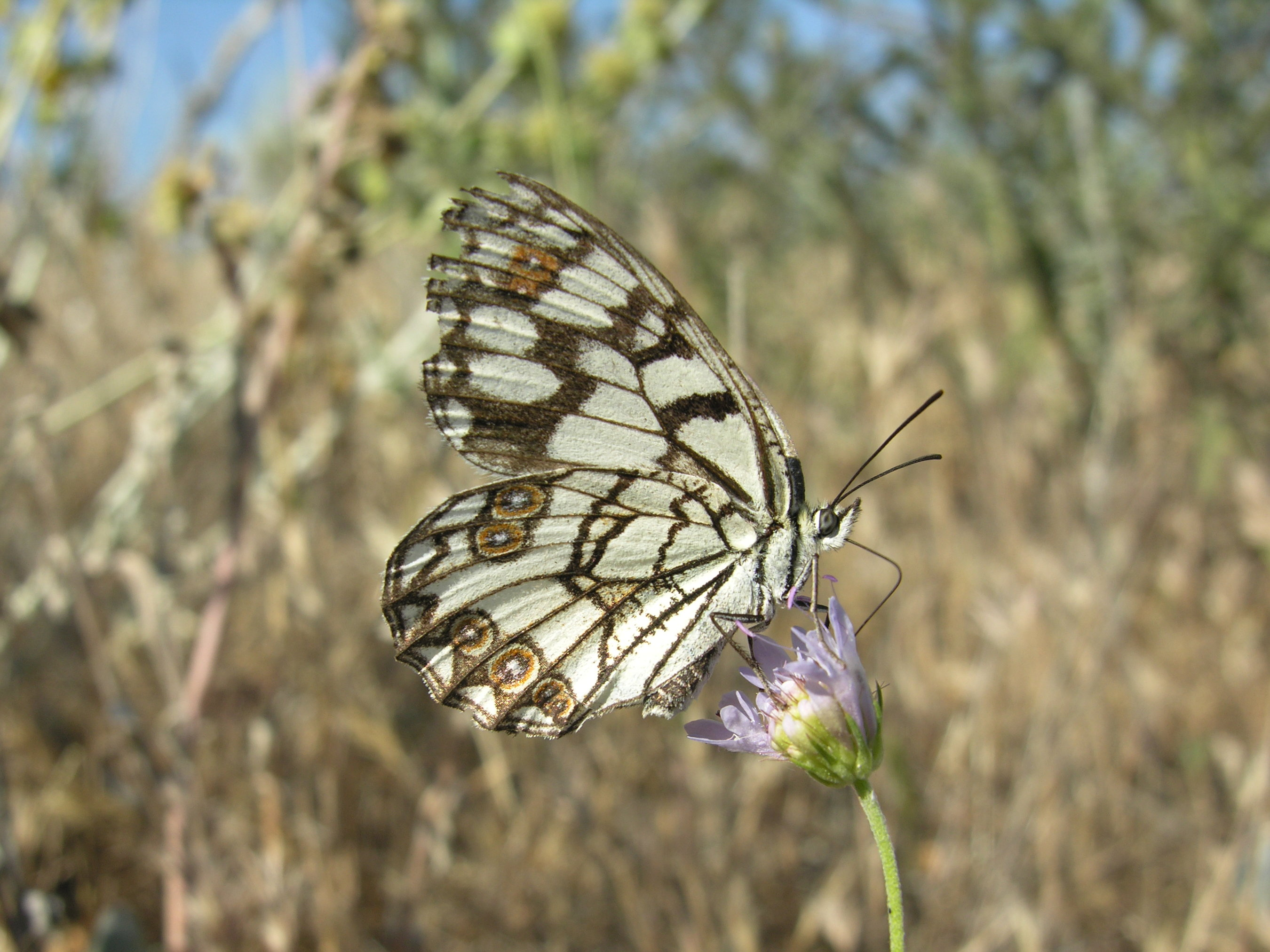